# Élections législatives slovènes de 2004
Les élections législatives slovènes de 2004 (en slovène : Državnozborske volitve v Sloveniji 2004) se tiennent le dimanche 3 octobre 2004, afin d'élire les 90 députés de la 4e législature de l'Assemblée nationale pour un mandat de quatre ans.
Marqué par une abstention en hausse, le scrutin voit la défaite de la Démocratie libérale slovène (LDS) au pouvoir depuis plus de dix ans, au profit du Parti démocratique slovène (SDS). Deux mois plus tard, le président du SDS Janez Janša succède au président de la LDS Anton Rop au poste de président du gouvernement, à la tête d'une coalition de centre droit.

## Contexte
Aux élections législatives du 15 octobre 2000, la Démocratie libérale slovène (LDS) de Janez Drnovšek — éjectée du pouvoir quelques mois plus tôt par la coalition de centre droit du conservateur Andrej Bajuk — vire en tête et capte un tiers des sièges à pourvoir, soit trois députés de plus que l'alliance sortante au pouvoir.
Drnovšek retrouve alors son poste de président du gouvernement après s'être associé avec la Liste unie des sociaux-démocrates (ZLSD) et le Parti populaire slovène (SLS+SKD), pourtant membre de l'exécutif sortant. Il bénéficie en outre du soutien sans participation du Parti démocrate des retraités slovènes (DeSUS).
Lors de l'élection présidentielle (sl) du 10 novembre 2002, Janez Drnovšek se présente à la succession du président de la République Milan Kučan. Au premier tour, il obtient 44,4 % des voix, nettement devant l'indépendante Barbara Brezigar (sl), soutenue par le Parti social-démocrate de Slovénie (SDSS) — principale force de l'opposition — et Nouvelle Slovénie (NSi), le parti d'Andrej Bajuk. Au second tour le 1er décembre, Drnovšek l'emporte avec 56,6 % des suffrages. Le 19 décembre, le ministre des Finances Anton Rop lui succède à la direction du gouvernement.
La majorité se fissure au cours de l'année 2004. Le 7 avril, les trois ministres du SLS remettent leur démission et le parti se retire de la coalition après l'adoption d'un projet de loi accordant la citoyenneté aux réfugiés de l'ex-Yougoslavie. À la demande de Rop, le ministre des Affaires étrangères Dimitrij Rupel est destitué trois mois plus tard par les députés après avoir été accusé de collaborer avec l'opposition.

## Mode de scrutin
L'Assemblée nationale (Državni zbor) est la chambre basse du Parlement bicaméral de la Slovénie. Elle est composée de 90 députés élus pour quatre ans dont 88 au scrutin proportionnel plurinominal de liste avec vote préférentiel et seuil électoral de 4 % dans huit circonscriptions de 11 sièges. Après décompte des voix, les sièges sont répartis dans chaque circonscription sur la base du quotient de Droop, puis au niveau national pour les sièges restants selon la méthode d'Hondt. Pour chaque liste, les mandats sont attribués en fonction du nombre de votes préférentiels obtenus par les candidats.
Les deux autres sièges sont réservés aux minorités italiennes et hongroises à raison d'un député chacune, élus en un seul tour à l'aide d'un système de vote pondéré : la méthode Borda. Les électeurs concernés classent les candidats sur le bulletin de vote en leur attribuant des chiffres en partant de 1 pour leur candidat favori. Le candidat classé en premier reçoit autant de voix que de candidats dans la liste, celui classé deuxième une de moins, et ainsi de suite. Le candidat ayant recueilli le plus de voix est déclaré élu. Les slovènes votant pour les représentants des minorités peuvent aussi participer à l'élection des 88 autres sièges.

## Principales forces politiques
| Parti | Parti                                                                                         | Idéologie                                                            | Chef de file                          | Résultat en 2000          |
| ----- | --------------------------------------------------------------------------------------------- | -------------------------------------------------------------------- | ------------------------------------- | ------------------------- |
|       | Démocratie libérale slovène Liberalna demokracija Slovenije (LDS)                             | Centre Social-libéralisme                                            | Anton Rop (Président du gouvernement) | 36,3 % des voix 34 sièges |
|       | Parti démocratique slovène Slovenska demokratska stranka (SDS)                                | Centre droit Conservatisme                                           | Janez Janša                           | 15,8 % des voix 14 sièges |
|       | Liste unie des sociaux-démocrates Združena lista socialnih demokratov (ZLSD)                  | Centre gauche Social-démocratie                                      | Borut Pahor                           | 12,1 % des voix 11 sièges |
|       | Parti populaire slovène Slovenska ljudska stranka (SLS)                                       | Centre droit Conservatisme, agrarisme, démocratie chrétienne         | Janez Podobnik (sl)                   | 9,5 % des voix 9 sièges   |
|       | Nouvelle Slovénie - Parti chrétien populaire Nova Slovenija – Kršcanska ljudska stranka (NSi) | Centre droit Démocratie chrétienne, conservatisme                    | Andrej Bajuk                          | 8,6 % des voix 8 sièges   |
|       | Parti démocrate des retraités slovènes Demokratična stranka upokojencev Slovenije (DeSUS)     | Centre Social-libéralisme, défense des retraités                     | Anton Rous (sl)                       | 5,2 % des voix 4 sièges   |
|       | Parti national slovène Slovenska nacionalna stranka (SNS)                                     | Droite à extrême droite Nationalisme, conservatisme, euroscepticisme | Zmago Jelinčič Plemeniti (sl)         | 4,4 % des voix 4 sièges   |
|       | Parti de la jeunesse de Slovénie Stranka mladih Slovenije (SMS)                               | Centre gauche Écologie politique                                     | Inconnu                               | 4,3 % des voix 4 sièges   |

## Résultats
|                           |                                                    |                                  |                                  |                                  |        |               |  |  |
| Parti                     | Parti                                              | Voix                             | %                                | +/-                              | Sièges | +/-           |  |  |
|                           | Parti démocratique slovène (SDS)                   | 281 710                          | 29,08                            | 13,27                            | 29     | 15            |  |  |
|                           | Démocratie libérale slovène (LDS)                  | 220 848                          | 22,80                            | 13,46                            | 23     | 11            |  |  |
|                           | Liste unie des sociaux-démocrates (ZLSD)           | 98 527                           | 10,17                            | 1,91                             | 10     | 1             |  |  |
|                           | Nouvelle Slovénie - Parti chrétien populaire (NSi) | 88 073                           | 9,09                             | 0,43                             | 9      | 1             |  |  |
|                           | Parti populaire slovène (SLS)                      | 66 032                           | 6,82                             | 2,72                             | 7      | 2             |  |  |
|                           | Parti national slovène (SNS)                       | 60 750                           | 6,27                             | 1,88                             | 6      | 2             |  |  |
|                           | Parti démocrate des retraités slovènes (DeSUS)     | 39 150                           | 4,04                             | 1,13                             | 4      | en stagnation |  |  |
|                           | Slovénie active (sl) (AS)                          | 28 767                           | 2,97                             | Nv.                              | 0      | en stagnation |  |  |
|                           | La Slovénie est à nous (sl) (SJN)                  | 25 343                           | 2,62                             | Nv.                              | 0      | en stagnation |  |  |
|                           | Parti de la jeunesse de Slovénie (SMS)             | 20 174                           | 2,08                             | 2,26                             | 0      | 4             |  |  |
|                           | Liste de Juin                                      | 8 733                            | 0,90                             | Nv.                              | 0      | en stagnation |  |  |
|                           | Verts de Slovénie (Zeleni)                         | 6 703                            | 0,69                             | 0,21                             | 0      | en stagnation |  |  |
|                           | Liste pour l'entreprenariat slovène                | 5 435                            | 0,56                             | Nv.                              | 0      | en stagnation |  |  |
|                           | Voix des femmes slovènes                           | 5 229                            | 0,54                             | 0,10                             | 0      | en stagnation |  |  |
|                           | Parti des Mouvements écologiques                   | 3 991                            | 0,41                             | Nv.                              | 0      | en stagnation |  |  |
|                           | Parti démocratique de Slovénie (DS)                | 2 670                            | 0,28                             | 0,47                             | 0      | en stagnation |  |  |
|                           | Parti du peuple slovène                            | 2 574                            | 0,27                             | Nv.                              | 0      | en stagnation |  |  |
|                           | Autres                                             | 3 204                            | 0,33                             | –                                | 0      | en stagnation |  |  |
|                           | Indépendants                                       | 859                              | 0,05                             | 0,17                             | 0      | en stagnation |  |  |
|                           | Minorités hongroise et italienne                   | Minorités hongroise et italienne | Minorités hongroise et italienne | Minorités hongroise et italienne | 2      | en stagnation |  |  |
|                           |                                                    |                                  |                                  |                                  |        |               |  |  |
| Suffrages exprimés        | Suffrages exprimés                                 | 968 772                          | 97,74                            |                                  |        |               |  |  |
| Votes blancs et invalides | Votes blancs et invalides                          | 22 351                           | 2,26                             |                                  |        |               |  |  |
| Total                     | Total                                              | 991 123                          | 100                              | –                                | 90     | en stagnation |  |  |
| Abstentions               | Abstentions                                        | 643 279                          | 39,35                            |                                  |        |               |  |  |
| Inscrits/Participation    | Inscrits/Participation                             | 1 634 402                        | 60,65                            |                                  |        |               |  |  |

## Analyse
Dans un scrutin marqué par une chute de la participation de dix points, la victoire revient d'une courte tête au centre droit, le bloc entre le Parti démocratique slovène (SDS) et Nouvelle Slovénie (NSi) devançant d'un seul siège la majorité parlementaire unissant la Démocratie libérale slovène (LDS), la Liste unie des sociaux-démocrates (ZLSD) et le Parti démocrate des retraités slovènes (DeSUS), ce dernier sauvant d'extrême justesse sa place à l'Assemblée nationale. Le rôle de « faiseur de roi » se partage entre le Parti populaire slovène (SLS), qui avait quitté le gouvernement quelques mois plus tôt, et les nationalistes du Parti national slovène (SNS).

## Conséquences
Le 9 novembre 2004, Janez Janša est élu président du gouvernement par l'Assemblée nationale. Il forme son gouvernement de 17 ministres, constitué d'une coalition entre le SDS, NSi, le SLS et le DeSUS, trois semaines plus tard.